# Astrologi

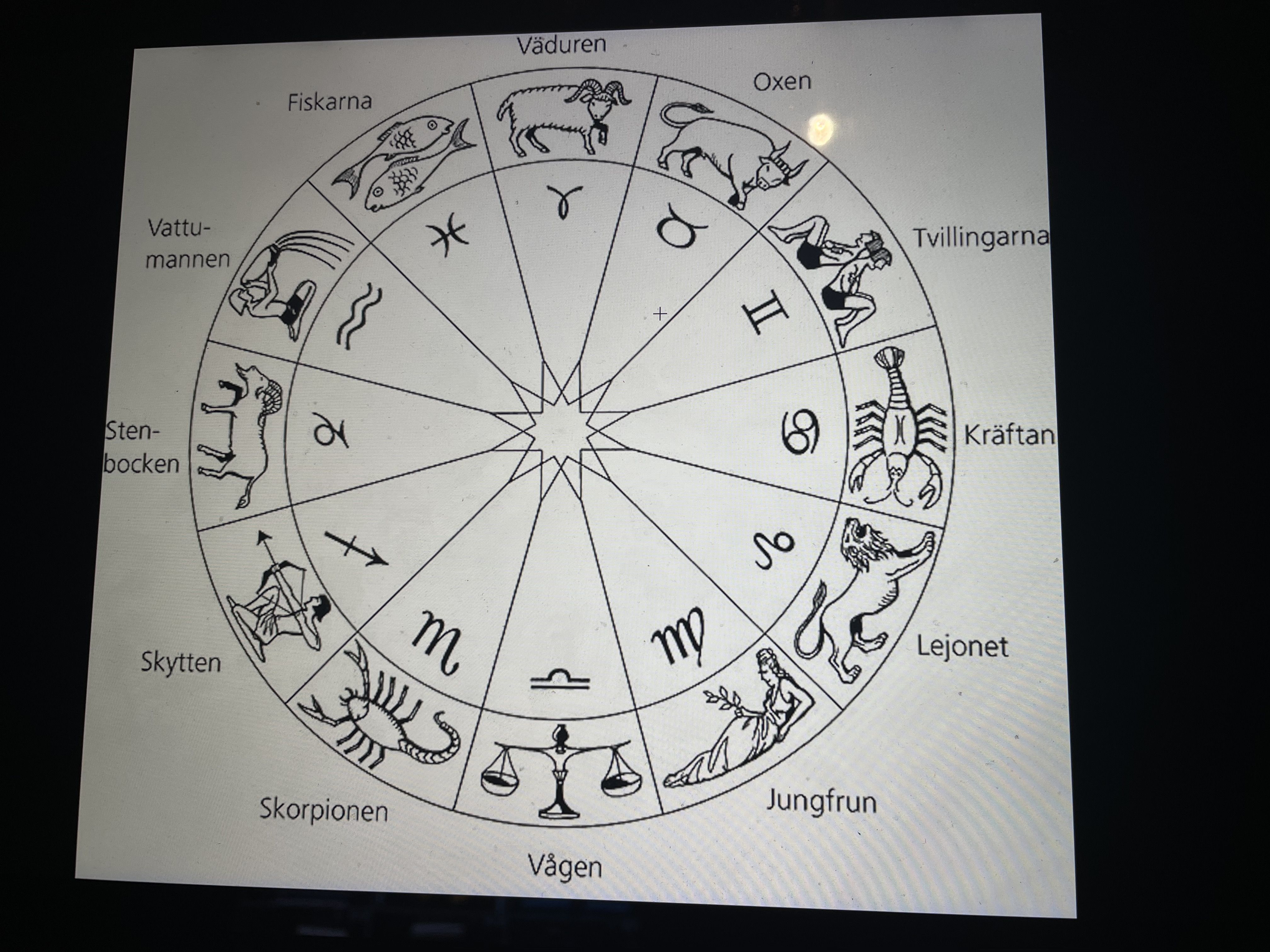

Astrologi (stjärnlära eller stjärntydningskonst) är den förmenta konsten att av himlakropparnas rörelser och inbördes ställningar dra slutsatser om människors öden. Astrologin som har flertusenåriga rötter, syftar till att finna samband mellan placeringar och händelser mellan solsystemets himlakroppar, och karaktärer och händelser i människors liv. Ordet "astrologi" kommer från grekiskans αστρολογία, från άστρον, astron, ("stjärna") och λόγος (logos), som har flera översättningar, vanligtvis relaterade till "systematisk tanke eller tal". Astrologi är en pseudovetenskap.

## Astrologins historia
Astrologin härrör från Babylonien och utvecklades i Egypten och Persien. Den var under antiken till in i början av nyare tiden en ansedd vetenskap och samma disciplin som astronomin, uppbyggd av vidskepelse samt matematisk-astronomiska kunskaper. Läran omtalas bland annat i Bibeln (se Matt 2) där det talas om stjärntydare (så kallade mager) från Persien som besöker Jesu födelseplats. I stort sett alla mytologier har haft åskådningar av stjärnhimlen, det vill säga kunskap om jorden och dess närplaneter. Bland annat kunde man särskilja mellan exempelvis meteoroider och kometer. Persern Nizami Aruzi behandlar astrologins grunder och berättar om sin samtids berömda utövare av yrket i det tredje kapitlet i sitt verk Fyra skrifter.

## Astrologins tankegångar
Den grundläggande tanken bakom astrologin är vanligen någon av följande:
- Ödet/Gud har bestämt våra liv och skrivit om det i stjärnorna, i form av avstånd, vinklar och liknande.
- Våra liv speglas rent fysiskt av himlakropparnas lägen som, till exempel månen, och speglar även våra karaktärer.
- Våra liv och himlakropparnas lägen växelverkar med varandra, allt levande påverkas av samma naturliga krafter.
- Att människan – mikrokosmos – är en spegelbild av världsalltet – makrokosmos. Det som finns i det ena måste också finnas i det andra.
- Inom tidningsastrologi och besläktade idéer kopplar man ihop personers egenskaper med det som man associerar deras födelseperiod med. Till exempel stjärnbilden Lejonet heter det för att stjärnorna bildar en figur som liknar det. Stjärnbilden associeras med perioden 23 juli–22 augusti, eftersom solen stod i Lejonets stjärnbild under dessa dagar under antiken. Likadant placerar man resten av Solsystemets planeter och asteroider i ett horoskop för en given tidpunkt.

Astrologi spelade en central roll inom magi och alkemi under antiken och långt in i modern tid. Man har under lång tid använt sig av solens och stjärnornas plats på himlen för att tolka det som sker på Jorden. Speciellt solen har dyrkats i närpå alla religioner och filosofier världen över. Man kopplar konceptet "Gud" till tidigare Soldyrkan.

## Astrologer
Det var vanligt att astronomer även var astrologer en bit in på 1600-talet. Till exempel var både Tycho Brahe och Johannes Kepler såväl hovmatematiker, -astronomer och -astrologer i Prag och var därmed skyldiga att ställa horoskop inför viktiga beslut.
Kepler grubblade över tänkbara förklaringsmodeller men drog sig för att postulera en strikt kausal påverkan från planeterna på de jordiska skeendena. Allt han kunde konstatera var att saker på jorden skedde i enlighet med att himlakropparna intog de olika, redan i senantiken utforskade interplanetära aspekterna. Till dessa tillade han efter egna studier solekliptikans (zodiakens) delning på 5 och 7, de så kallade kvintil- och septilaspekterna. 
En av världens mest kända astrologer är den franske siaren Nostradamus. Bland berömda sentida vetenskapsmän som engagerat sig i astrologi märks framför allt C.G. Jung.
Eftersom sideriska tabeller med planeternas positioner finns behöver en astrolog idag inte vara astronom. Likaså behöver dagens astrologer inte vara matematiker då dataprogram övertagit de mödosamma uträkningarna.
I modern tid sett har två franska matematiker/statistiker engagerat sig i frågan om astrologin håller för en modern, naturvetenskaplig prövning, Paul Choisnard, även känd under pseudonymen Flambart, samt Michel Gauquelin. Den senare vann ryktbarhet genom sin upptäckt av "marseffekten", som påstås visa ett samband mellan Mars position på himlen och framgång inom vissa yrken (speciellt inom sport). Marseffekten har dock visat sig bero på metodfel hos Gauqelin  se även 

## Astrologiska skolor
Vid sidan av den västerländska astrologisystemet märks den vediska astrologin som kommer från Indien och den kinesiska astrologin.
Astrologer påstår sig kunna ge en karaktärstolkning av en människa med utgångspunkt i hur relevanta himlakroppar stod vid födelseögonblicket, dock saknas en vederhäftig förklaring till hur stjärnor och planeter position påverkar en människas personlighet. Astrologer använder även sin konst för spådom.

## Astrologisk uträkning

Västerländskt horoskop.

Planettecknen.

Ett horoskop är en beskrivning av en person, som utgår från vilka stjärntecken Solen, Månen och planeterna Merkurius, Venus, Mars, Jupiter, Saturnus samt beräknade punkter som Ascendenten, Medium coeli och månknutarna ligger i vid födelseögonblicket, och dels vilka vinkelförhållanden himlakropparna i detta ögonblick stod i förhållande till varandra. De vanligaste vinkelförhållanderna är konjunktion (0°), sextil (30°), kvadratur (90°) och opposition (180°). I modernare tid har även Uranus, Neptunus, Pluto, Chiron samt ibland ett antal mindre betydande asteroider och dvärgplaneter kommit att inkluderas. Horoskopet är indelat i de tolv tecknen och varje tecken är 30 grader. Man räknar också ut vinklar mellan planeter och punkter så som stjärnhimlen såg ut vid födelseögonblicket. Man delar också in horoskopet i 12 delar som kallas hus. Varje planetposition och konstellation betyder och har alltid betytt samma sak och oberoende av vilken astrolog som räknar ut horoskopet blir resultatet alltid detsamma. Ett undantag är husindelningen som varierar beroende på vilket hussystem man använder, och i det hänseendet finns det många olika skolor. 
Även om den grundläggande betydelsen är den samma för tecknen, planeterna, aspekterna och husen, varierar tolkningarna ofta avsevärt. Att till exempel Jupiter, vars grundläggande betydelse är expansion, kan uttryckas på väldigt många olika sätt, dels beroende på samverkan med övriga faktorer i horoskopet och dels beroende på vad det är för individ och dennes kön, genetiska arv, uppväxtmiljö, ålder, mognad, kultur etc är egentligen självklart för alla som arbetat seriöst med astrologi. Det finns alltså väldigt olika sätt som en viss planetposition kan manifestera sig på. Man kan därför bara tala om vad som är mer eller mindre sannolikt för hur en enskild persons liv kan komma att gestalta sig, med hänsyn till ovan nämnda faktorer.

## Kritik av astrologin som helhet
Ur ett vetenskapshistoriskt perspektiv kan astrologi - innan astronomins framväxt som ett separat vetenskapligt fält under 1600-talet - betraktas som en protovetenskap. Inom det moderna vetenskapliga samfundet betraktas dock astrologin som en pseudovetenskap. Bland annat kritiseras denna för att empiriska bevis saknas, att astrologer sinsemellan inte kan enas kring någon teoretisk bas, och att de påstådda astrologiska effekterna från olika himlakroppar är så subtila och komplext samverkande att svårigheterna behäftade med att utarbeta ett astrologiskt system är orimligt stora.
Utifrån de hundratals empiriska studier som genomförts kan också konstateras att astrologin saknar vetenskapliga meriter. Till de mer kända studierna hör Rob Nanningas så kallade astrotest, vilket genomfördes 1994. 50 astrologer, som själva deltagit under testets utformande, anmodades att para ihop födelsedata från sju anonyma testpersoner med frågeformulär ifyllda av dessa subjekt. Resultatet visade inte på några signifikanta avvikelser från slumpen, och gav inte heller stöd för att några skillnader i skicklighet mellan mer oerfarna och professionella astrologer existerar.
Vetenskapliga tester av astrologin har genomförts av bland andra Gauquelin. Den engelske psykologen Hans Jürgen Eysenck har gett ut ett arbete om astrologi: Astrologi - vetenskap eller vidskepelse? (av H J Eysenck och D K B Nias, 1984) ISBN 91-27-01287-5.

### Kritik mot tidningsastrologi
- tidningshoroskop skrivs så vagt att det kan betyda i stort sett vad som helst, och därmed kan passa in på vem som helst
- många nybörjarjournalister inom dags- och veckopressen har jobbat med att skriva horoskop utan utbildning, genom att bara skriva slumpmässiga råd
- man kan omöjligt sortera upp jordens hela befolkning i 12 sinsemellan klart skilda personlighetsgrupper
- olika tidningars horoskop skiljer sig alltid åt när de rent logiskt borde ge exakt samma tips och råd om de bara skulle vara baserade på fakta.

## Källhänvisningar
1. 1 2  Astrologi i Nordisk familjebok (andra upplagan, 1904)
2. ↑  ”Astrologi håller inte för vetenskaplig prövning”. http://www.vof.se/folkvett/19951astrologi-haller-inte-for-vetenskaplig-provning. - VOF.se
3. ↑  Norstedts uppslagsbok 1948
4. ↑  ”The Mars Effect in Retrospect”. http://www.skepsis.nl/mars.html., besökt 8 augusti 2006
5. ↑  Grand summary of entire website, Astrology And Science ”Arkiverade kopian”. Arkiverad från originalet den 21 september 2008. https://web.archive.org/web/20080921234841/http://www.rudolfhsmit.nl/u-gran2.htm. Läst 30 september 2008.
6. 1 2  The Astrotest: A tough match for astrologers, Skepsis